# Cataratas Chavuma
Las cataratas Chavuma son unos saltos de agua del río Zambeze (distrito de Chavuma) situados en Zambia, muy cerca de la frontera con Angola, siendo así que comparten su nombre la localidad angoleña de Chavuma y la homónima de Zambia. Están situadas a la entrada de un bosque de altos palmerales, paisaje que cambia radicalmente respecto al terreno árido circundante.
Es una de las grandes cataratas de Zambia, a pesar de no ser comparables con las cataratas Victoria.